# Spaniopus peisonis
Spaniopus peisonis är en stekelart som först beskrevs av Erdös 1957.  Spaniopus peisonis ingår i släktet Spaniopus, och familjen puppglanssteklar. Arten är reproducerande i Sverige.